# Paola Andino
Pour les articles homonymes, voir Andino.
Paola Nicole Andino (née le 22 mars 1998) est une actrice américaine d'origine portoricaine. Elle est surtout connue pour son rôle d'Emma Alonso dans la série Teen Witch.

## Filmographie
- 2024 : Lisa Frankenstein de Zelda Williams : Misty

### Télévision

#### Séries télévisées
- 2010 : Grey's Anatomy : Lily (une patiente) (saison 7, épisode 6)
- 2014 - 2015 : Teen Witch : Emma Alonso
- 2015 : WITS Academy : Emma Alonso (saison 1, épisode 13 et 14)
- 2021 : Walker : Delia Carillo (saison 1, épisode 1)

#### Téléfilm
- 2011 : Au-delà de l'espoir : Maria